# Cécile Delarue
Pour les articles homonymes, voir Delarue.
Cécile Delarue, née en 1978, est une journaliste française de télévision.

## Biographie
Elle passe son enfance dans le village de Saint-Laurent-Nouan. Son père était ingénieur EDF à la centrale nucléaire de Saint-Laurent-des-Eaux.
Après un bac littéraire, elle suit la filière « communication et politique » de l'Institut d'études politiques de Lyon, avant d'intégrer le centre de formation des journalistes (promotion 2001).[réf. souhaitée]
Reporter à la rédaction de France 2, elle travaille au service « informations générales » puis « société », avant de rejoindre en 2002 la rédaction de TF1 où elle couvre l’actualité générale, sociale et économique. Elle a aussi assuré des piges pour Libération et Capital sur M6.[réf. souhaitée]
En 2003, elle intègre la rédaction de Sept à huit, sur TF1. Durant trois ans, elle réalise des portraits (Henri Salvador, Élie Chouraqui, Patrice Leconte,...), suit les faits divers et couvre les grands moments d’actualité comme le mouvement contre le contrat première embauche ou le scandale de la torture dans la prison d'Abou Ghraib.
En 2006, elle rejoint l’équipe de Complément d'enquête présentée par Benoît Duquesne sur France 2 en se tournant vers l’investigation et le grand reportage. Elle réalise, entre autres, des enquêtes sur l'hôpital, sur les mères porteuses en Ukraine, sur les sectes en Suède ou sur le gaz en Bolivie.
En septembre 2008, elle rejoint la chaîne d'information en continu i>Télé pour présenter chaque week-end les journaux au sein de Info week-end la tranche 18 h - minuit animée par Thomas Thouroude.
De fin octobre à fin novembre, elle présente parallèlement un « petit journal de la culture » dans la seconde version de Vendredi, si ça me dit !, un magazine culturel présenté par Christophe Hondelatte sur France 2 et déprogrammé par la chaîne en raison d'une audience jugée décevante.
À partir de janvier 2009, en complément des journaux dans Info week-end le samedi et le dimanche désormais animé par Jean-Baptiste Boursier, elle présente les éditions de 9 h à 12 h du mercredi au vendredi sur i>Télé.[réf. souhaitée]
En septembre 2009, elle quitte i>Télé pour rejoindre l'émission Ça balance à Paris présentée par Pierre Lescure sur Paris Première, filiale du groupe M6. À partir d'octobre 2009, elle présente également une chronique décalée dans l'émission hebdomadaire 100 % Foot sur M6.
En juillet 2010, elle rejoint BFM TV, chaîne d'information en continu concurrente d'i>Télé, pour présenter les journaux du week-end pendant la grille estivale. À partir de janvier 2011, elle anime Histoires Criminelles, une émission sur les faits divers diffusé le mercredi en deuxième partie de soirée sur 13ème rue.
En août 2018 est publié son premier livre, Black Out, une enquête menée à Los Angeles sur les victimes du Grim Sleeper, qui tua dix femmes africaines-américaines dans le quartier de South Los Angeles entre 1983 et 2007.

## Récompenses et distinctions
En 1999, elle reçoit le prix Rouletabille pour Français de Pondichéry, un reportage-documentaire en Inde.
En 2001, elle reçoit le prix François Chalais pour son reportage Juchitan, la cité des femmes au Mexique.[réf. souhaitée]

## Filmographie
- La pile, mon village nucléaire, documentaire de 2024 sur la centrale nucléaire de Saint-Laurent-des-Eaux et les deux accidents nucléaires qui s'y sont produits en 1969 et 1980. Diffusé le 25 mars 2024 sur France 3[11],[1].